# Trypauchen pelaeos
Trypauchen pelaeos é uma espécie de peixe da família Gobiidae e da ordem Perciformes.

## Habitat
É um peixe marítimo, de clima tropical e demersal que vive entre 3-20 m de profundidade.

## Distribuição geográfica
É encontrado no Oceano Pacífico ocidental.

## Observações
É inofensivo para os humanos.